# Кочовская, Фана
Фана Кочовская-Цветкович (макед. Фана Кочовска-Цветковиќ; 27 июля 1927, Лавци — 17 апреля 2004, Скопье) — македонская коммунистка, партизанка, национальная героиня Югославии. Участница Второй мировой войны, удостоена Ордена Народного героя.

## Биография
Родилась 27 июля 1927 года в деревне Лавци недалеко от города Битола в бедной семье македонских иммигрантов. Ей не было и трёх лет, когда отец уехал на заработки в Америку. Уже с раннего детства вынуждена была помогать матери, выполняя тяжёлую работу в полях, поскольку присылаемых отцом денег на жизнь не хватало.
На момент апреля 1941 года, когда немецко-фашистские войска вторглись в Югославию, Кочовская была активным членом деревенской партийной организации и состояла в Союзе коммунистической молодёжи Югославии. Болгарским полицаям удалось захватить одного члена СКМЮ, который публично восхвалял деятельность организации и её членов — через него они вышли на Фану, провели обыск в деревенском доме, где жили её мать и бабушка, однако девушке всё же удалось скрыться. В течение некоторого времени она вела работу в подполье и в итоге присоединилась к битольскому партизанскому отряду «Гоце Делчев». Так, весной 1942 года в неполные пятнадцать лет Кочовская вошла в состав диверсионной группы из семи солдат — в соответствии с поставленной задачей группа должна была атаковать вражеские бункеры и остановить производство в свинцовых рудниках. Партизаны справились с заданием, парализовали работу в шахтах и благополучно бежали, однако Фана в ходе операции была ранена — соратники предложили ей остаться на лечение в деревне, но девушка отказалась и продолжила вести борьбу в составе партизанской бригады.
В 1943 году во время сражения в деревне Лавци были убиты многие члены партизанского движения. Кочовская, несмотря на окружение и частые патрули болгарских полицаев, вместе с другими выжившими партизанами в течение полутора месяцев скрывалась в окрестных лесах. В марте 1944 года участвовала в Февральском походе Народно-освободительной армии Югославии между горными хребтами Кожуф и Козяк. В последние годы войны возглавляла молодёжный партизанский батальон «Стив Наумов».
После освобождения Югославии и окончания войны Фана Кочовская занималась административной и общественной деятельностью, в частности была членом районного комитета Народной молодёжи города Битола, членом бюро центрального комитета Народной молодёжи Македонии, председателем Секции женщин Македонии и Югославии. Занимала должность председателя комитета по вопросам социального надзора Социалистической Республики Македонии, избиралась в состав Главного управления членом Конференции коммунистической партии Македонии, выступала на десятом съезде в качестве члена ЦК Коммунистической партии. 9 октября 1953 года ей присвоено звание Народного героя Югославии.
Умерла 17 апреля 2004 года в Скопье.